# 約拿斯·梅卡斯
約拿斯·梅卡斯（立陶宛語：[ˈjonɐs ˈmækɐs]，1922年12月24日—2019年1月23日），立陶宛裔美國男導演、詩人、攝影指導、藝術家；一生製作多部實驗電影，諸多場合被譽為「美國前衛電影教父」。作品曾在世界各地的博物館和藝術節上展出。成名作為與安迪·沃荷合作的1964年電影《帝國》。

## 延伸閱讀
- Ivanov, Maksim. . Vilnius: Auksė Kancerevičiūtė: Lithuanian Film Centre. 2015. ISBN 6099574409.

## 外部連結
- 約拿斯·梅卡斯在互联网电影资料库（IMDb）上的資料（英文）
- 約拿斯·梅卡斯的網站 （页面存档备份，存于）
- A Conversation between Jonas Mekas and Stan Brakhage （页面存档备份，存于）
- The New York Times: Jonas Mekas Refuses to Fade （页面存档备份，存于）
- Interview with Interview Magazine （页面存档备份，存于）
- Interview with 3:AM Magazine （页面存档备份，存于）
- Jonas Mekas "The Internet Saga", Venice （页面存档备份，存于）
- The Anthology Film Archives （页面存档备份，存于）
- Senses of Cinema: Great Directors Critical Database （页面存档备份，存于）
- Jonas Mekas Visual Arts Center （页面存档备份，存于）